# Шуртан — Шерабад
Шуртан — Шерабад — трубопровід, споруджений для постачання газу на крайній південь Узбекистану.
Починаючи з радянських часів, забезпечення газом Сурхандар'їнської та півдня Кашкадар'їнської областей Узбекистану здійснювалось через газопровід Келіф — Душанбе, що транспортував спочатку афганський газ, а з припиненням його постачання — узбецький, направлений реверсом із ГПЗ Мубарек до Келіфу. Проте при цьому газ проходив через територію Туркменістану, з яким у 2003 році виникла суперечка щодо власності на трубопровід Келіф — Мубарек та Келіф — Душанбе. Враховуючи це, узбецька влада вирішила спорудити нову систему для постачання газу виключно власною територією.
У тому ж 2003 році від району Шуртан, де розташоване одне з найбільших родовищ країни, в Кашкадар'їнській області проклали трубопровід до Шерабада в Сурхандар'їнській. Його довжина склала 193 км, потужність — до 1 млрд м3 на рік. За необхідності поставлений по Шуртан — Шерабад ресурс може спрямовуватись і до Таджикистану по північному відтинку згаданого вище трубопроводу Келіф — Душанбе.